# Мигуново (Вологодская область)
Мигуново — деревня в Вологодском районе Вологодской области.
Входит в состав Кубенского сельского поселения (с 1 января 2006 года по 8 апреля 2009 года входила в Высоковское сельское поселение), с точки зрения административно-территориального деления — в Высоковский сельсовет.
Расстояние до районного центра Вологды по автодороге — 73 км, до центра муниципального образования Кубенского по прямой — 21 км. Ближайшие населённые пункты — Алексеево, Колотилово, Дурасиха.
По переписи 2002 года население — 2 человека.